# Karl von Mulzer
Karl Christoph Freiherr von Mulzer (* 8. April 1805 in Wetzlar; † 23. Januar 1875 in Nürnberg) war ein bayerischer Verwaltungsjurist und  Politiker.

## Leben

### Herkunft
Er war ein Enkel des kurmainzischen Geheimen Rats von Mulzer und Sohn des Generalkommissars und Regierungspräsidenten in Passau, August Adam Joseph Freiherr von Mulzer (1772–1831), Ehrenbürgers von Fürth. Der Vater hatte 1804 als Direktorialrat des Reichserzkanzlers Karl Theodor von Dalberg und Direktor der neu geschaffenen „Grafschaft Wetzlar“ den Reichsritterstand und 1816 den bayerischen Freiherrenstand erhalten. Karl von Mulzers Mutter war die jüngste Tochter des kurtrierischen Hofgerichtspräsidenten und  ab 1796 Reichskammergerichts-Assessors Peter Melchior von Hommer (1743–1809), eines Bruders des Bischofs von Trier, Joseph von Hommer (1760–1836). Die Familie Hommer war ein aus dem Kurfürstentum Trier stammendes Patriziergeschlecht zu Koblenz, dem 1789 vom Kaiser der Adelsstand zuerkannt wurde, den der König von Preußen 1823 mit einem Adelsbrief anerkannte.

### Ausbildung und Wirken
Nach dem Gymnasium in Aschaffenburg und Ansbach folgte ein Jurastudium an den Universitäten Würzburg, Heidelberg, Göttingen und München. Die Prüfung zum Assessor, der Staatskonkurs, folgte 1830. Ab 1832 folgte Praxis beim Appellationsgericht Ansbach, er war ab 1838 Assessor am Stadt- und Kreisgericht Nürnberg und ab 1843 am Appellationsgericht von Unterfranken. Ab 1848 war er Direktor des Stadt- und Kreisgerichts Aschaffenburg, ab 1852 1. Direktor des Kreis- und Stadtgerichts München und ab 1857 2. Direktor des Appellationsgerichts in Unterfranken. Seit 1858 war er 1. Direktor dieses Gerichts. Vom 1. Mai 1859 bis 31. Juli 1864 war er Bayerischer Staatsminister der Justiz, dann von 1864 bis 1867 Staatsrat im ordentlichen Dienst und Präsident des Appellationsgerichts von Niederbayern in Passau. 1867 ging er aus gesundheitlichen Gründen in den Ruhestand.